# شو نيشيمورا
شو نيشيمورا (باليابانية: 西村 翔) (مواليد 7 يونيو 2001) هو لاعب كرة قدم ياباني.

## وصلات خارجية
- شو نيشيمورا على موقع رابطة كرة القدم اليابانية للمحترفين (اليابانية)
- شو نيشيمورا على موقع Soccerway.com (الإنجليزية)
- شو نيشيمورا على موقع عالم كرة القدم.نت (الإنجليزية)